# Elena Dobrițoiu
Elena Dobrițoiu, ab 1981 Elena Radu, (* 29. August 1957 in Bukarest) ist eine ehemalige rumänische Steuerfrau im Rudern. Sie war 1980 Olympiadritte und 1981 Weltmeisterschaftsdritte im Achter.

## Sportliche Karriere
Die 1,51 m große Elena Dobrițoiu steuerte den rumänischen Achter bei den Weltmeisterschaften 1979. Elena Iacob, Lenuta Sansu, Katalin Kodelka, Doina Marandescu, Carmen Constantinescu, Ana Iliuță, Georgeta Andrei, Marlena Zagoni und Elena Dobrițoiu belegten den vierten Platz mit 1,2 Sekunden Rückstand auf das drittplatzierte Boot aus den Vereinigten Staaten.
1980 nahmen bei den Olympischen Spielen 1980 in Moskau nur sechs Frauenachter teil, von denen fünf das Finale bestritten. Der rumänische Achter mit Angelica Aposteanu, Marlena Zagoni, Rodica Frîntu, Florica Bucur, Rodica Puscatu, Ana Iliuță, Maria Constantinescu, Elena Bondar und Elena Dobrițoiu gewann die Bronzemedaille hinter den Booten aus der DDR und der UdSSR.
1981 trat Elena Dobrițoiu als Elena Radu an. Bei den Weltmeisterschaften in München ruderte der  rumänische Achter in der Besetzung Rodica Frîntu, Florica Bucur, Luminata Furcila, Maricica Țăran, Cristina Onofrei, Maria Naghiu, Mariana Zaharia, Elena Bondar und Elena Radu. Es siegte das Boot aus der UdSSR vor dem Boot aus den Vereinigten Staaten und den Rumäninnen.